# Chicle de amor
"Chicle de amor" es una canción de la boy band puertorriqueña Menudo, lanzada en 1983 como parte de la lista de canciones del álbum de estudio A todo rock. Esta canción de estilo bailable, cuyo principal vocalista es el integrante Ray Reyes, marcó el primer trabajo fonográfico del grupo como contratado por la discográfica RCA Records ese mismo año.
Como parte de la estrategia de promoción del sencillo, el grupo presentó la canción en varios programas de televisión. En 1983, realizaron una presentación en el programa estadounidense Live and in Person de la NBC. Además, presentaciones en vivo de "Chicle de Amor", realizadas durante la gira del álbum en 1983, fueron transmitidas por emisoras de varios países. Entre los eventos destacados se encuentran los conciertos en la Plaza de Toros Nuevo Progreso en México y en el Estadio Alejandro Villanueva en Lima, Perú. 
En 1984, una versión en inglés, titulada "That's What You Do", fue incluida en el primer álbum en este idioma de Menudo, Reaching Out. Esta versión, que también cuenta con Ray Reyes como vocalista principal, fue interpretada en el programa Solid Gold de la cadena estadounidense CBS.
Comercialmente, "Chicle de Amor" fue un éxito. El sencillo en español alcanzó las posiciones número 3 y 6 en las listas de éxitos musicales de México y Perú, respectivamente. En los Estados Unidos lideró la lista de sencillos latinos más vendidos en el país.

## Posicionamiento en listas

### Semanales
| Lista musical (1983)        | Posición |
| --------------------------- | -------- |
| Estados Unidos (La Opinión) | 1        |
| México (La Opinión)         | 3        |
| Peru (La Opinión)           | 6        |